# Edmond Van de Vyvere
Edmond Van de Vyvere, Oudenaarde 25 januari 1880 - Oudenaarde, 15 oktober 1950 is vooral bekend als kunstschilder van Oudenaardse stadgezichten en landschappen uit de Vlaamse Ardennen. Hij was de zoon van meubelmaker en leraar Emile Van de Vyvere (1843-1917) en Julia Pety (+1916).

## Veelzijdig
Hij was eveneens graficus, fotograaf, beeldhouwer en ontwerper en stamt uit een familie die reeds hun sporen verdienden in de tekenacademie van de stad van Hanske de Krijger en als meubelmakers. Opleiding genoot hij zowel in Oudenaarde als in Gent waar hij de diploma' behaalde in schilderen, meubelversieren en boetseren. In 1929 werd hij leraar aan de Sint-Lucas-beroepsschool van zijn geboortestad en in 1922 aan de Oudenaardse Kunstacademie waar hij geruime tijd directeur was. De beroepsschool was in de 19e eeuw trouwens mee opgericht door zijn grootvader Juliaan Van de Vyvere (1811-1887) in de vorm van een zondagsjongensschool.
Maar daarnaast was hij vooral kunstschilder die vele hoekjes van de stad op doek zette,  bekende gebouwen maar ook plekjes die nu zijn verdwenen zoals de Burgschelde, Grachtschelde en Smallendam. De al dan niet besneeuwde landschappen van de Vlaamse Ardennen waren eveneens een bron van inspiratie. Hij was eveneens ontwerper van plaatselijke monumenten en kapelletjes, vaandels en logo’s voor allerlei verenigingen, maar hij tekende ook portretten en schilderde stillevens.
Via zijn bewaard gebleven glasplaten zijn we getuige van unieke beelden van zijn Oudenaarde. Naast tal van familie- en groepsfoto’s ook indrukken van de vernielingen in de stad tijdens de Eerste Wereldoorlog.

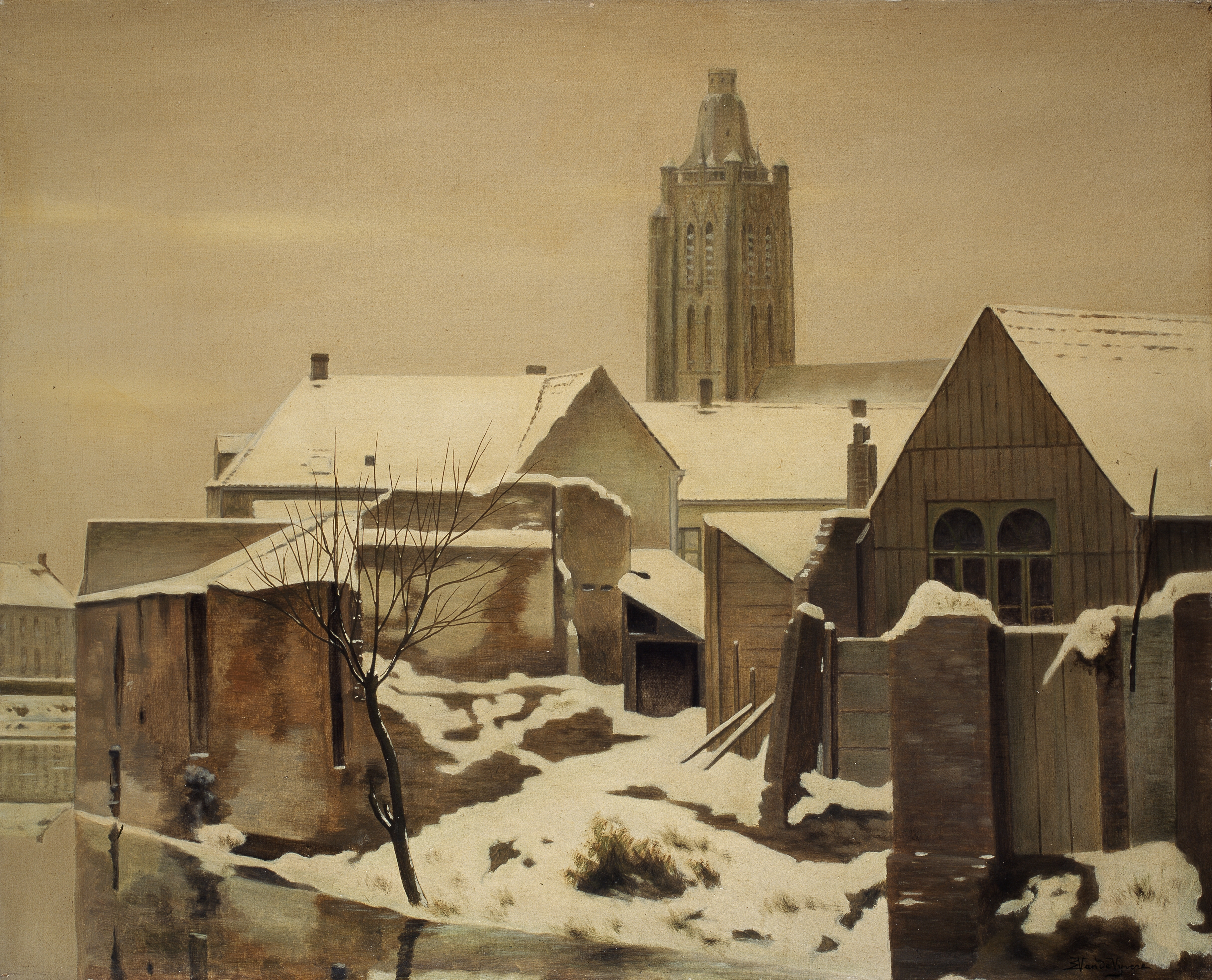
Gezicht op Oudenaarde in de sneeuw, Museum voor Schone Kunsten Gent

## Retrospectieve
In 2006 had  in de Lakenhalle aan het stadhuis van Oudenaarde een retrospectieve plaats waar veel van deze werken werden geëtaleerd. Een groot eerbetoon voor een kunstenaar van formaat.
Een citaat uit die tentoonstelling: "Op een bepaald moment lag Van de Vyvere zelfs in de balans met Valerius de Saedeleer voor de titel van meest betekenende landschapschilder van de Vlaamse Ardennen. Edmond Van de Vyvere bleek echter veel te nederig en veel te bescheiden."